# Скрудж (гурт)
«Скрудж» — український рок-гурт з Чернігова. Створений у 2004 році. У 2010 році гурт взяв участь у конкурсі «Свіжа кров від Djuice» на телеканалі М1, де дійшов до 1/4 фіналу.

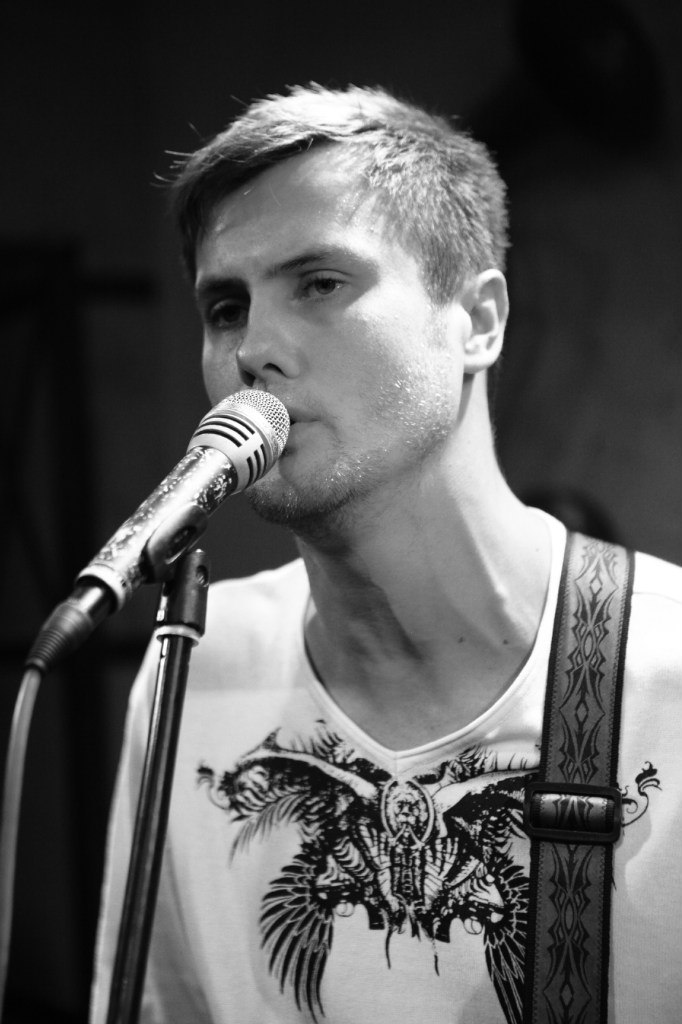
Євген Бондаренко

Вокаліст і гітарист групи Скрудж — Євген Бондаренко, вирішив створити свій гурт в 13 років, коли почув групу Nirvana. Створював різні проекти, напевно, невдалі, до того часу, поки не зустрів цікавої людини з ірокезом на голові (Юрко «Утюг») з бас-гітарою за плечем. Він пішов за ним і запропонував йому грати разом. На той момент вже був барабанщик з минулих невдалих проектів (Костянтин Прищепа), вони разом прийшли до Юрка додому і почали репетирувати у нього, в його будинку, в його кімнаті.
Після першої репетиції хлопці разом пішли на пляж і почали думати як назвати групу. Євген завжди черпав натхнення з дитинства — це надзвичайне відчуття того безтурботного часу, коли ти шалено щасливий і дуже сильно віриш у дива, мрієш і відкриваєш для себе щось нове. «Оскільки я слухав переважно ґранж», — подумав він, — «то назва має бути пов'язана і з дитинством, і з ґранджем». Він подумав про історії каченят і написав на піску ім'я МакДака — Scrooge. Але, написав його неправильно, просто не вміючи правильно писати. Він написав Scrudg, йому здалося, що психологічно це слово нагадує слово grunge, хоча, зрозуміло, що це лише так здається. Ось так і вирішили назвати групу — Scrudg.
В 2005 році гурт записав англомовний демо-альбом «Make it».
У 2006 році група змінює свою назву на СкруDG, оскільки починає співати українською мовою. Ця назва — це симбіоз двох назв, україномовної Скрудж та англомовної Scrudg. Хотілося, щоб співвітчизники бачили щось знайоме у назві, і, в той же час, залишити шматочок старої назви.
Взимку 2007 року був знятий дебютний відеокліп на пісню «Хей бой». Режисер — Віктор Придувалов. Це відео несе в собі суто презентаційний характер групи Скрудж (показати групу в дії). Ця пісня увійшла в дебютний альбом групи.
Другий відеокліп на пісню «Don't wait for me» був знятий взимку 2008 року. Режисер — Вадим Ярмоленко. Сценарієм до цього кліпу послужила французька народна казка «Синя борода», легенда про підступного чоловіка — вбивці багатьох жінок. Ця пісня наразі не входить у жоден альбом групи Скрудж.
Влітку 2009 року було знято любительський відеокліп на пісню «Сни», режисером якого виступив Віталій Молчанов (Milan).
В 2010 році гурт взяв участь у конкурсі «Свіжа кров» від Djuice на телеканалі М1, де дійшов до 1/4 фіналу.
У листопаді 2011 року, для легшого сприйняття, гурт вчергове змінює свою назву, цього разу на Скрудж (англійське написання Scroodge). Цього разу остаточно. 
4 листопада 2011 року на лейблі Lavina Digital (https://web.archive.org/web/20150613070134/http://www.lavinadigital.com/) у цифровому форматі вийшов дебютний студійний альбом під назвою «Пудра». Альбом вийшов досить різноплановий і ми сподіваємося, що кожен знайде тут щось для себе, ну, а може і про себе або про те, що йому сниться, про що він мріє, про що він мовчить, про те, що він намагається приховати за шаром пудри.
Участь у фестивалях: 

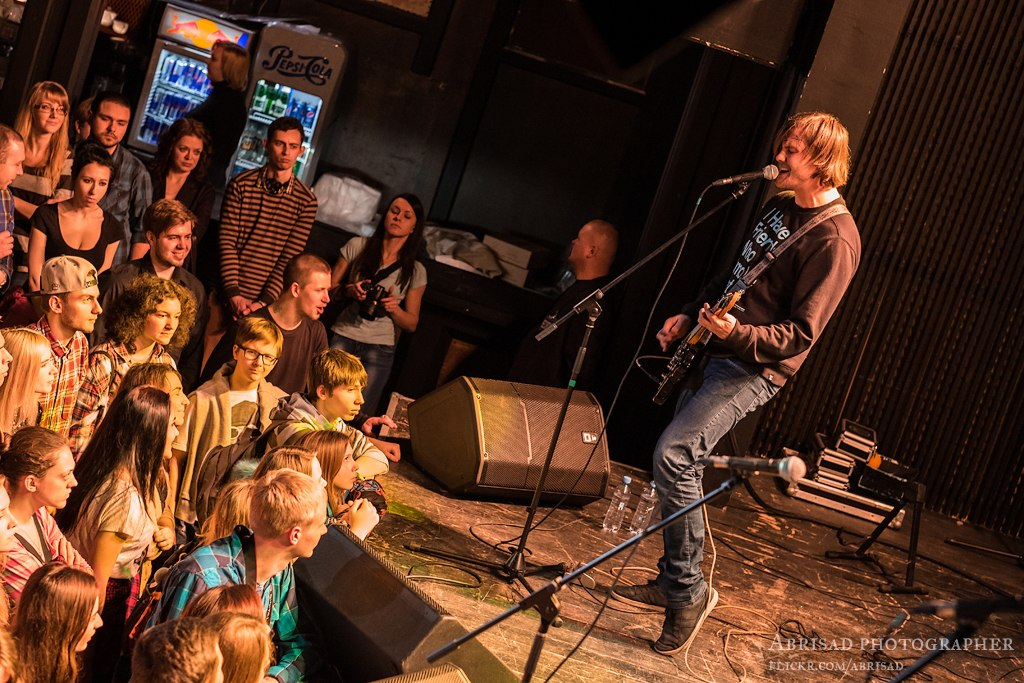
Scroodge (Скрудж) на концерті

- «Червона Рута-2009» (переможці відбору в Чернігові);
- «Зірка» — телешоу, відбір Євробачення;
- «Чайка-9» 2007 р., Київ, відбір;
- «The Beatles fest» 2008 р., Черноморське;
- «Be Free» 2009 р., Чернігів;
- «Global battle of the bands» 2005–2008 рр. відбір;
- «Євробачення» сцена № 2 (2005 р.);
- «Свіжа кров» — телешоу, канал М1 (чвертьфіналісти);
- «DJUICE ADRENALIN» 2005–2008 рр.
- «WOODSTOCK» 2012 р., переможці

Група Скрудж є гостем концертів, присвячених таким святам як: День міста, День Конституції, День Незалежності і часто виступає на площах таких міст як Чернігів та Київ.
Спільні виступи: СКАЙ, Green Grey, ТНМК, ВВ, ДДТ, Тартак, Бумбокс, Гайтана, Наталія Могилевська, Іван Дорн та ін.
Брали участь у збірках: «Ре: еволюція» (2008), «Слухай ЧЕ» (2009).

## Дискографія

### Альбоми
- «Make it» (2005)
- «Poker» (2005)
- «Пудра» (04.11.2011 (с) Lavina Digital)
- «Northern Lights vol.1» (2014) [Архівовано 5 квітня 2016 у Wayback Machine.]

### Відеографія
- 2007 — «Хей бой»
- 2008 — «Don't wait for me»
- 2009 — «Сни» (неофіційний кліп)
- 2011 — «Сумую»
- 2012 — «Летимо»

## Склад гурту
- Євген Бондаренко — гітара, вокал.
- Юрій Демиденко — бас.
- Костянтин Прищепа — ударні.